# Serie A1 2024-2025 (pallanuoto maschile)
La Serie A1 2024-2025 è stata la 106ª edizione della massima serie del campionato italiano maschile di pallanuoto. La stagione regolare è iniziata il 12 ottobre 2024 per poi concludersi con i play-off e i play-out, con la formula delle gare al meglio delle 2 partite su 3, a maggio 2025.
Le squadre neopromosse erano l'Olympic Roma e la Rari Nantes Florentia.

## Formula
Le 14 squadre partecipanti si affrontano in un girone all'italiana con partite di andata e ritorno.
Le prime quattro squadre classificate della poule scudetto partecipano ai play-off scudetto; le squadre dalla quinta all'ottava posizione inizialmente avrebbero dovuto partecipare ai play-off per l'Euro Cup, ma a seguito dell'introduzione di una terza coppa europea, partecipano ai play-off per la Conference Cup. 
I play-out vedranno coinvolte le squadre classificatesi dalla quintultima alla penultima posizione mentre l'ultima retrocede direttamente in Serie A2.

## Novità
A inizio 2025, a seguito dell'introduzione di una terza competizione europea dalla stagione 2025-2026, la LEN Conference Cup, cambiano le assegnazioni per i posti in Europa. Saranno disponibili due posti in ogni competizione per le squadre italiane:
- la squadra vincitrice del campionato e la finalista si qualificheranno in LEN Champions League;
- la terza e la quarta classificata si qualificheranno in LEN Euro Cup;
- la quinta e la sesta classificata si qualificheranno in LEN Conference Cup.

## Controversie
Nel luglio del 2024, pochi mesi prima dell'inizio del campionato, il patron della Pro Recco Gabriele Volpi ha annunciato il proprio disimpegno dalla società, comunicando ai tesserati di ritenersi liberi di cercarsi nuovi contratti; per salvaguardare la storia del club e la regolarità del campionato in un primo momento il presidente della società ligure, Maurizio Felugo, riuscì a fondare la newco "Recco Waterpolo" convincendo parte della squadra, a cominciare dal tecnico Sukno a restare in Liguria, riducendo gli stipendi e riuscendo ad ottenere l'iscrizione in A1.
Poco meno di due mesi dopo il miliardario brasiliano Alexandre Behring ha acquistato il titolo sportivo del Recco, restituendo titoli, nome e partecipazioni europee ai biancocelesti che così si sono iscritti regolarmente al campionato 2024-25.

## Squadre partecipanti
| Club             | Città      | Piscina                         | Stagione 2023-2024                                        |
| ---------------- | ---------- | ------------------------------- | --------------------------------------------------------- |
| AN Brescia       | Brescia    | Centro Natatorio Mompiano       | 3ª in Serie A1; vincitrice della Coppa Italia.            |
| Catania          | Catania    | Piscina Francesco Scuderi       | 11ª in Serie A1, salvo dopo i play-out.                   |
| De Akker Bologna | Bologna    | Piscina Carmen Longo            | 6ª in Serie A1.                                           |
| Florentia        | Firenze    | Piscina Goffredo Nannini        | 1ª nel girone Nord di Serie A2, promossa dopo i play-off. |
| Olympic Roma     | Roma       | Piscina Valco San Paolo         | 3ª nel girone Sud di Serie A2, promossa dopo i play-off.  |
| Onda Forte Roma  | Roma       | Piscina Valco San Paolo         | 9ª in Serie A1.                                           |
| Ortigia          | Siracusa   | Piscina Paolo Caldarella        | 4ª in Serie A1.                                           |
| Posillipo        | Napoli     | Piscina Felice Scandone         | 10ª in Serie A1, salvo dopo i play-out.                   |
| Pro Recco        | Recco (GE) | Piscina Comunale (Sori)         | 1ª in Serie A1; campione d'Italia in carica.              |
| Quinto           | Genova     | Piscina Marco Paganuzzi         | 5ª in Serie A1.                                           |
| Roma Vis Nova    | Roma       | Stadio del Nuoto (Monterotondo) | 12ª in Serie A1, salva dopo i play-out.                   |
| Savona           | Savona     | Piscina Carlo Zanelli           | 2ª in Serie A1.                                           |
| Telimar Palermo  | Palermo    | Piscina Comunale di Terrasini   | 7ª in Serie A1.                                           |
| Trieste          | Trieste    | Polo Natatorio "Bruno Bianchi"  | 8ª in Serie A1.                                           |

## Allenatori
| Club             | Allenatore            |
| ---------------- | --------------------- |
| AN Brescia       | Alessandro Bovo       |
| Catania          | Giuseppe Dato         |
| De Akker Bologna | Federico Mistrangelo  |
| Florentia        | Luca Minetti          |
| Olympic Roma     | Mario Fiorillo        |
| Onda Forte Roma  | Massimiliano Fabbri   |
| Ortigia          | Stefano Piccardo      |
| Posillipo        | Giuseppe Porzio       |
| Pro Recco        | Sandro Sukno          |
| Quinto           | Luca Bittarello       |
| Roma Vis Nova    | Alessandro Calcaterra |
| Savona           | Alberto Angelini      |
| Telimar Palermo  | Marco Baldineti       |
| Trieste          | Maurizio Mirarchi     |

## Regular season

### Classifica
|  | Pos. | Squadra          | Pt | G  | V  | N | P  | GF  | GS  | DR   |
|  | ---- | ---------------- | -- | -- | -- | - | -- | --- | --- | ---- |
|  | 1.   | Pro Recco        | 73 | 26 | 24 | 1 | 1  | 396 | 183 | +213 |
|  | 2.   | AN Brescia       | 73 | 26 | 24 | 1 | 1  | 387 | 215 | +172 |
|  | 3.   | Savona           | 66 | 26 | 22 | 0 | 4  | 371 | 217 | +154 |
|  | 4.   | Trieste          | 49 | 26 | 16 | 1 | 9  | 313 | 252 | +61  |
|  | 5.   | De Akker Bologna | 46 | 26 | 15 | 1 | 10 | 297 | 294 | +3   |
|  | 6.   | Posillipo        | 38 | 26 | 11 | 5 | 10 | 282 | 257 | +25  |
|  | 7.   | Roma Vis Nova    | 37 | 26 | 12 | 1 | 13 | 276 | 275 | +1   |
|  | 8.   | Ortigia          | 35 | 26 | 11 | 2 | 13 | 289 | 281 | +8   |
|  | 9.   | Quinto           | 29 | 26 | 9  | 2 | 15 | 237 | 288 | -51  |
|  | 10.  | Telimar Palermo  | 28 | 26 | 8  | 4 | 14 | 249 | 307 | -58  |
|  | 11.  | Florentia        | 26 | 26 | 7  | 5 | 14 | 236 | 342 | -106 |
|  | 12.  | Olympic Roma     | 18 | 26 | 5  | 3 | 18 | 249 | 328 | -79  |
|  | 13.  | Catania          | 8  | 26 | 2  | 2 | 22 | 241 | 409 | -168 |
|  | 14.  | Onda Forte Roma  | 5  | 26 | 1  | 2 | 23 | 256 | 431 | -175 |

Legenda:
      Ammesse ai play off per titolo Campione d'Italia, qualificazione alla  LEN Champions League 2025-2026 e per la LEN Euro Cup 2025-2026.
      Ammesse ai play off per la LEN Conference Cup 2025-2026.
      Ammesse ai Play out.
      Retrocessa in Serie A2 2025-2026.

### Calendario e risultati
| 12/13-10-24 | 1ª giornata             | 11-01/25-01-25 |
| 6-17        | Olympic Roma - Savona   | 15-9           |
| 14-5        | Pro Recco - De Akker    | 14-8           |
| 11-7        | Roma Vis Nova - Ortigia | 8-14           |
| 14-11       | Telimar - Onda Forte    | 14-12          |
| 17-7        | Trieste - Catania       | 12-5           |
| 8-8         | Posillipo - Florentia   | 14-7           |
| 4-13        | Quinto - AN Brescia     | 9-21           |

| 02/03-11-24 | 4ª giornata              | 12-02-25 |
| 12-7        | Savona - Telimar         | 17-11    |
| 18-4        | Pro Recco - Quinto       | 14-10    |
| 11-12       | Trieste - Roma Vis Nova  | 6-13     |
| 14-13       | Catania - Onda Forte     | 11-13    |
| 14-14       | Posillipo - Olympic Roma | 11-7     |
| 12-10       | De Akker - Ortigia       | 7-7      |
| 8-21        | Florentia - AN Brescia   | 8-18     |

| 23/24-11-24 | 7ª giornata                | 01-03-25 |
| 16-11       | AN Brescia - Posillipo     | 12-11    |
| 14-22       | Catania - Savona           | 3-24     |
| 6-12        | Olympic Roma - Telimar     | 11-11    |
| 13-12       | De Akker - Trieste         | 10-13    |
| 12-13       | Onda Forte - Roma Vis Nova | 6-12     |
| 6-20        | Florentia - Pro Recco      | 3-18     |
| 14-8        | Ortigia - Quinto           | 8-9      |

| 14-12-24 | 10ª giornata              | 26-03-25 |
| 21-10    | AN Brescia - Olympic Roma | 21-11    |
| 16-7     | Ortigia - Florentia       | 11-5     |
| 14-12    | Telimar - Catania         | 11-13    |
| 6-12     | Roma Vis Nova - Savona    | 9-17     |
| 8-17     | Posillipo - Pro Recco     | 8-11     |
| 13-20    | Onda Forte - De Akker     | 10-12    |
| 7-10     | Quinto - Trieste          | 8-10     |

| 18-01-25 | 13ª giornata            | 19-04-25 |
| 10-10    | Posillipo - Ortigia     | 11-13    |
| 8-8      | Pro Recco - AN Brescia  | 12-13    |
| 13-9     | Olympic Roma - Catania  | 16-11    |
| 18-7     | Roma Vis Nova - Telimar | 8-11     |
| 16-9     | Savona - De Akker       | 14-10    |
| 17-9     | Quinto - Onda Forte     | 15-14    |
| 15-8     | Trieste - Florentia     | 13-7     |

| 19/20-10-24 | 2ª giornata               | 01-02-25 |
| 7-12        | Savona - Pro Recco        | 8-14     |
| 10-9        | Trieste - Olympic Roma    | 13-9     |
| 10-12       | Catania - Posillipo       | 5-15     |
| 9-10        | De Akker - Quinto         | 12-9     |
| 14-8        | AN Brescia - Telimar      | 12-5     |
| 10-9        | Florentia - Roma Vis Nova | 6-12     |
| 22-10       | Ortigia - Onda Forte      | 20-13    |

| 09-11-24 | 5ª giornata               | 15-02-25 |
| 6-14     | Ortigia - Savona          | 7-10     |
| 6-15     | Telimar - Pro Recco       | 7-20     |
| 10-19    | Onda Forte - Trieste      | 8-18     |
| 21-6     | AN Brescia - Catania      | 21-9     |
| 4-8      | Olympic Roma - Quinto     | 9-10     |
| 14-11    | Roma Vis Nova - Posillipo | 8-10     |
| 9-13     | Florentia - De Akker      | 10-9     |

| 29/30-11-24 | 8ª giornata                | 15-03-25 |
| 10-11       | Trieste - Savona           | 11-15    |
| 9-10        | Telimar - Ortigia          | 13-11    |
| 22-4        | Pro Recco - Catania        | 17-7     |
| 12-9        | Posillipo - De Akker       | 12-13    |
| 6-9         | Roma Vis Nova - AN Brescia | 11-14    |
| 10-10       | Onda Forte - Olympic Roma  | 13-16    |
| 11-12       | Quinto - Florentia         | 11-11    |

| 20/21-12-24 | 11ª giornata              | 29-03-25 |
| 10-7        | Posillipo - Quinto        | 12-7     |
| 8-13        | Catania - Ortigia         | 12-17    |
| 26-9        | Savona - Onda Forte       | 19-6     |
| 12-8        | Pro Recco - Roma Vis Nova | 17-6     |
| 14-4        | Trieste - Telimar         | 12-10    |
| 9-15        | De Akker - AN Brescia     | 7-6      |
| 13-12       | Olympic Roma - Florentia  | 12-14    |

| 25/27-10-24 | 3ª giornata              | 08/09-02-25 |
| 8-8         | Posillipo - Trieste      | 8-14        |
| 2-12        | Olympic Roma - Pro Recco | 5-13        |
| 15-9        | Telimar - De Akker       | 12-15       |
| 17-6        | Roma Vis Nova - Catania  | 14-14       |
| 12-13       | Onda Forte - Florentia   | 9-9         |
| 10-12       | Quinto - Savona          | 7-15        |
| 8-11        | Ortigia - AN Brescia     | 7-17        |

| 16/17-11-24 | 6ª giornata                  | 22-02-25 |
| 20-5        | Savona - Florentia           | 17-9     |
| 9-9         | Quinto - Telimar             | 6-9      |
| 10-9        | Roma Vis Nova - Olympic Roma | 13-11    |
| 9-15        | Catania - De Akker           | 12-18    |
| 11-15       | Trieste - AN Brescia         | 8-10     |
| 15-6        | Posillipo - Onda Forte       | 17-7     |
| 14-11       | Pro Recco - Ortigia          | 14-6     |

| 07/08-12-24 | 9ª giornata              | 22-03-25 |
| 9-9         | Florentia - Telimar      | 12-8     |
| 7-10        | Catania - Quinto         | 10-14    |
| 10-7        | Savona - Posillipo       | 9-5      |
| 14-13       | De Akker - Roma Vis Nova | 12-10    |
| 11-16       | Trieste - Pro Recco      | 7-9      |
| 22-6        | AN Brescia - Onda Forte  | 20-9     |
| 14-12       | Olympic Roma - Ortigia   | 7-9      |

| 15-01-25 | 12ª giornata            | 05-04-25 |
| 15-7     | De Akker - Olympic Roma | 12-9     |
| 16-10    | Florentia - Catania     | 12-12    |
| 10-12    | Ortigia - Trieste       | 10-15    |
| 6-27     | Onda Forte - Pro Recco  | 9-16     |
| 3-9      | Telimar - Posillipo     | 10-10    |
| 8-7      | AN Brescia - Savona     | 6-5      |
| 10-9     | Roma Vis Nova - Quinto  | 5-8      |

-

## Play-off

### Semifinali

#### Semifinali 1º-4º posto
| Arbitri: | Severo Carmignani |

|                                                            |           |                                                             |
| Dolce, Alesiani, Irwing: 2 Guerrato, Balzarini, Ferrero: 1 | Marcatori | 3: Drašković 2: Podgornik 1: Petronio, Marziali, Mladossich |

| Arbitri: | Navarra Ercoli |

|                                                    |           |                                               |
| Drašković: 6 Mladossich: 2 Petronio, Mezzarobba: 1 | Marcatori | 1: Guerrato, Faraglia, Gianazza, Giri, Irwing |

| Arbitri: | Colombo Calabrò |

|                                                                                 |           |                                                 |
| Ferrero: 3 Guerrato, Dolce, Alesiani: 2 Del Basso, Balzarini, Gianazza, Giri: 1 | Marcatori | 3: Drašković 1: Podgornik, Petronio, Mezzarobba |

| Arbitri: | Calabrò Schiavo |

| |           |                                                         |
| Younger, Condemi, Hallock: 2 Durik, Cannella, Fondelli, Presciutti, Echenique, Iocchi Gratta, Haverkampf: 1 | Marcatori | 2: Figlioli, Cora 1: Occhione, Rizzo, Merkulov, Erdélyi |

| Arbitri: | Colombo Guarracino |

|                                               |           |                                                                              |
| Merkulov: 4 Erdélyi: 2 Patchaliev, Gulotta: 1 | Marcatori | 2: Hallock, Iocchi Gratta 1: Di Fulvio, Durik, Cannella, Condemi, Haverkampf |

#### Semifinali 5º-8º posto
| Arbitri: | Brasiliano Cavallini |

|                                                                                 |           |                                                            |
| Luongo: 3 Gallo: 2 Abramson, Bragantini, Milakovic, Lucci, Tringali, Condemi: 1 | Marcatori | 3: Cassia 2: La Rosa, Di Luciano, Campopiano 1: Napolitano |

| Arbitri: | Paoletti Ferrari |

| |           |                                                     |
| Kalaitzis, Campopiano: 3 Carnesecchi: 2 Cassia, La Rosa, Giribaldi, Inaba, Napolitano, Marangolo: 1 | Marcatori | 2: Tringali 1: Milakovic, Condemi, Luongo, Urbinati |

| Arbitri: | Severo Ricciotti |

|                                                       |           |                                                      |
| Abramson, Luongo: 4 Bragantini: 2 Milakovic, Lucci: 1 | Marcatori | 4: Inaba 2: Cassia, Kalaitzis, Campopiano 1: La Rosa |

| Arbitri: | Nicolosi Castagnola |

|                                                                              |           |                                       |
| Brguljan, Cuccovillo, Briganti, Milicic: 2 Rocchino, Mattiello, Radulovic: 1 | Marcatori | 3: Ciotti 2: Grossi, Spione 1: Penava |

| Arbitri: | D. Bianco Piano |

|                                     |           |                                                        |
| Viskovic: 2 Smiljevic, Antonucci: 1 | Marcatori | 2: Radulovic, Cuccovillo, Briganti 1: Brguljan, Aiello |

### Finali

#### Finale scudetto
| Arbitri: | Navarra Calabrò |

|                                                    |           |                                                                    |
| Balzarini: 4 Guerrato, Gianazza, Dolce, Ferrero: 2 | Marcatori | 4: Younger 2: Condemi 1: Di Fulvio, Echenique, Hallock, Haverkampf |

| Arbitri: | Colombo Ercoli |

| |           |                                                                  |
| Cannella: 3 Younger, Condemi: 2 Di Fulvio, Durik, Presciutti, Iocchi Gratta, Hallock, Haverkampf: 1 | Marcatori | 2: Faraglia, Balzarini, Dolce 1: Guerrato, Giri, Ferrero, Irwing |

| Arbitri: | Schiavo Calabrò |

|                                   |           |                                                 |
| Irwing; 2 Dolce, Giri, Ferrero: 1 | Marcatori | 4: Echenique 3: Cannella 1: Condemi, Haverkampf |

#### Finale per il 3º posto
| Savona 6 maggio 2025, ore 14:30 Gara 1 | Savona | 15 – 9 (5-1; 4-3; 1-3; 5-2) | Trieste | Piscina Carlo Zanelli |

| Trieste 17 maggio 2025, ore 15:30 Gara 2 | Trieste | 7 – 11 (0-2; 3-3; 2-4; 2-2) | Savona | Polo Natatorio "Bruno Bianchi" |

#### Finale per il 5º posto
| Bologna 6 maggio 2025, ore 20:00 Gara 1 | De Akker Bologna | 15 – 16 (3-4; 5-5; 5-3; 2-4) | Posillipo | Piscina Carmen Longo |

| Napoli 16 maggio 2025, ore 19:00 Gara 2 | Posillipo | 12 – 11 (4-0; 2-5; 2-4; 4-2) | De Akker Bologna | Piscina Felice Scandone |

#### Finale per il 7º posto
| Monterotondo 6 maggio 2025, ore 18:30 Gara 1 | Roma Vis Nova | 12 – 11 (4-1; 4-2; 3-4; 1-4) | Ortigia | Stadio del Nuoto |

| Siracusa 16 maggio 2025, ore 14:30 Gara 2 | Ortigia | 9 – 6 (2-2; 3-2; 2-0; 2-2) | Roma Vis Nova | Piscina Paolo Caldarella |

| Monterotondo 20 maggio 2025, ore 18:00 Gara 3 | Roma Vis Nova | 10 – 8 (1-2; 2-0; 4-2; 3-4) | Ortigia | Stadio del Nuoto |

## Play-out

### Semifinali
| Terrasini 25 aprile 2025, ore 15:00 Gara 1 | Telimar Palermo | 15 – 10 (3-1; 5-3; 2-3; 5-3) | Catania | Piscina comunale di Terrasini |

| Catania 29 aprile 2025, ore 13:30 Gara 2 | Catania | 9 – 10 (3-2; 2-3; 3-3; 1-2) | Telimar Palermo | Piscina Francesco Scuderi |

| Firenze 27 aprile 2025, ore 18:00 Gara 1 | Florentia | 12 – 10 (4-2; 2-3; 4-1; 2-4) | Olympic Roma | Piscina Goffredo Nannini |

| Roma 29 aprile 2025, ore 19:00 Gara 2 | Olympic Roma | 16 – 14 (2-3; 5-3; 2-2; 2-3; 5-3 rig.) | Florentia | Foro Italico - Piscina dei "Mosaici" |

| Firenze 1 maggio 2025, ore 18:00 Gara 1 | Florentia | 14 – 15 (3-5; 1-1; 4-2; 2-2; 4-5 rig.) | Olympic Roma | Piscina Goffredo Nannini |

### Finale play-out
| Firenze 10 maggio 2025, ore 15:00 Gara 1 | Florentia | 13 – 9 (5-2; 1-3; 4-4; 3-0) | Catania | Piscina Goffredo Nannini |

| Catania 16 maggio 2025, ore 15:00 Gara 2 | Catania | 13 – 11 (4-3; 4-1; 4-4; 1-3) | Florentia | Piscina Francesco Scuderi |

| Firenze 20 maggio 2025, ore 18:00 Gara 3 | Florentia | 12 – 8 (3-3; 4-1; 1-3; 4-1) | Catania | Piscina Goffredo Nannini |

## Verdetti
- Pro Recco: Campione d'Italia e qualificato alla fase ai gironi di LEN Champions League
- AN Brescia qualificata ai playoff di LEN Champions League
- Savona qualificato alla fase ai gironi di LEN Euro Cup
- Trieste qualificata ai playoff di LEN Euro Cup
- De Akker Bologna e  Posillipo qualificate ai playoff di LEN Conference Cup.
- Onda Forte Roma e  Catania retrocesse in Serie A2.